# نجفقلی حبیبی
نجفقلی حبیبی (متولد ۱۳۲۰ در خوانسار) پژوهشگر فلسفه اسلامی، عضو هیئت امنای سازمان اسناد و کتابخانه ملی جمهوری اسلامی ایران و سیاستمدار اصلاح‌طلب است.

## زندگی‌نامه
دکتر نجفقلی حبیبی مدرک دکتری خود را در رشته فلسفه و حکمت اسلامی از دانشگاه تهران در سال ۱۳۶۶ دریافت کرد.
پس از انقلاب اسلامی وی ریاست دانشگاه الزهرا، دانشگاه تربیت مدرس، دانشکده حقوق و علوم سیاسی دانشگاه تهران  را به عهده داشته‌است. او همچنین اولین رئیس دانشکده علوم قضایی بود که در سال ۱۳۶۲ راه اندازی شد. وی از سال ۱۳۷۶ تا سال ۱۳۸۴ رئیس دانشگاه علامه طباطبایی بود. وی نماینده مردم تهران در دوره سوم مجلس شورای اسلامی و به همین مناسبت عضو شورای بازنگری قانون اساسی در سال ۱۳۶۸ بود.

## سوابق
کتابهای «شرح و تعلیقه صدرالمتألهین بر الهیات شفا» و «رسائل الشجره الالهیه فی علوم الحقائق الربانیه» تصحیح نجفقلی حبیبی، در دوره‌های بیست و دوم و بیست و پنجم کتاب سال به عنوان کتاب سال جمهوری اسلامی ایران برگزیده شده‌است.
" ریاست پژوهشکده امام خمینی (ره) و انقلاب اسلامی (تأسیس و راه‌اندازی و اداره) قریب ۲ سال
- عضویت «کمیته برنامه‌ریزی الهیات شورای عالی برنامه‌ریزی» قریب ۲۰ سال
- نماینده وزارت فرهنگ و آموزش عالی در بخش علوم انسانی واحد تحقیقات و خدمات تخصصی ستاد پشتیبانی جنگ دانشگاه‌ها (در ایام جنگ)
- مسوول بخش علوم انسانی واحد تحقیقات و خدمات تخصصی ستاد پشتیبانی جنگ دانشگاه‌ها (در ایام جنگ)
- عضویت شورای گسترش آموزش عالی. قریب ۸ سال
- عضویت «هیئت امنای دانشگاه تربیت مدرس». یک دوره که پایان یافته‌است.
- عضویت هیئت امنای پژوهشکده امام خمینی (ره) و انقلاب اسلامی
- مدیریت گروه فلسفه و حکمت اسلامی، دانشکده الهیات و معارف اسلامی، دانشگاه تهران."